# 松里澤 (阿拉斯加州)
松里澤（英語：Sunrise）是位於美國阿拉斯加州基奈半島自治市鎮的一個非建制地區和人口普查指定地區。根據2010年美國人口普查，該地人口為18人，而該地的面積約為33.70平方千米。

## 地理
松里澤的座標為60°53′08″N 149°25′28″W / 60.88556°N 149.42444°W，而該地的平均海拔高度為82米（即269英尺）。